# حسین زمان
حسین زمان (۱۸ مرداد ۱۳۳۸ – ۲۱ اردیبهشت ۱۴۰۲) خوانندهٔ اهل ایران بود.
حسین زمان طی سال‌ها فعالیت هنری خود، همگام با اعتراضات مردم ایران، ترانه‌های اعتراضی خواند و همین امر منجر به ممنوع‌الکاری او شد. وی همچنین به‌عنوان معاون طرح و برنامه و نیز عضو هیئت علمی پردیس بین‌الملل دانشگاه صنعتی شریف به فعالیت‌های اجرایی و تدریس در جزیرهٔ کیش مشغول بود که از ادامهٔ تدریس و فعالیت‌های دانشگاهی او نیز جلوگیری شد. حسین زمان در جریان خیزش ۱۴۰۱ ایران، ترانه‌ای را با عنوان «خیابان» در حمایت از مردم معترض ایران اجرا و منتشر کرد.

## زندگی‌نامه

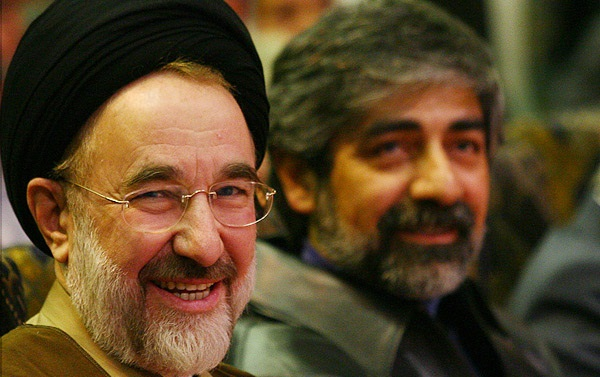
حسین زمان در کنار سید محمد خاتمی (دی ۱۳۸۶)

حسین زمان در ۱۸ مرداد ۱۳۳۸ در تهران زاده شد. پس از پایان تحصیلات متوسطه در تهران و گرفتن دیپلم ریاضی از دبیرستان خوارزمی در سال ۱۳۵۶ به دانشگاه راه یافت و در رشتهٔ مهندسی الکترونیک در دانشگاه صنعتی اصفهان به تحصیل پرداخت. وی در سال ۱۳۵۹ ازدواج کرد.

## خوانندگی
حسین زمان در زمینهٔ موسیقی و خوانندگی از آموزش‌های هنرمندانی نظیر بابک بیات و فریدون شهبازیان بهره برد و فعالیت‌های هنری خود را از سال ۱۳۷۵ آغاز کرد. و در طی سال‌های ابتدایی کار خود، کنسرت‌های زیادی در شهرهای مختلف ایران مانند تهران، شیراز، اصفهان، تبریز، مشهد، اهواز، ماهشهر، اراک، چالوس، نوشهر، رشت، همدان، قزوین، کرج، سمنان و بهشهر برگزار کرد.
حسین زمان در طول فعالیت‌های هنری خود با آهنگسازان و شاعرانی همچون فریدون شهبازیان، بابک بیات، بهرام دهقانیار، محمدرضا چراغعلی، شادمهر عقیلی، تورج شعبان‌خانی، فؤاد حجازی، محمدمهدی گورنگی، بابک زرین، امین قباد، حامد حنیفی، میلاد اکبری، اکبر آزاد، قیصر امین‌پور، فریبا وکیلی، بابک صحرایی، عبدالجبار کاکایی، سهیل محمودی، هانا هنجنی، و سعید امیراصلانی همکاری کرد.

## فعالیت سیاسی، اجتماعی و هنری
حسین زمان که فعالیت‌های سیاسی خود را از شانزده‌سالگی در دبیرستان و با پخش اعلامیه‌ها و نوشتن مقالات سیاسی آغاز کرده بود. پس از دو ترم تحصیل توسط ساواک دستگیر و از دانشگاه اخراج شد. پس از آن برای تحصیل به آمریکا رفت و تا آغاز جنگ ایران و عراق در آنجا بود. با آغاز جنگ، علی‌رغم اینکه حدود صد واحد دانشگاهی را گذرانده بود و برای چند ترم پیاپی شاگرد اول شده بود به ایران بازگشت و درس خود را نیمه‌کاره رها کرد. سپس راهی جبهه شد و در طول هشت سال جنگ، هم‌زمان با ادامهٔ تحصیل، در جبهه‌های جنگ حضور داشت.
حسین زمان تحصیلات خود را تا مقطع کارشناسی ارشد در رشتهٔ مهندسی مخابرات ادامه داد و برای مدتی فرماندهٔ معاونت مخابرات نیروی دریایی سپاه پاسداران بود.
حسین زمان برای بیست سال، به تدریس در دانشگاه‌ها و مراکز آموزش عالی و نیز پژوهش در زمینه‌های الکترونیک، مخابرات و رایانه مشغول بود. او معاون طرح و برنامه و نیز عضو هیئت علمی پردیس بین‌الملل کیش دانشگاه صنعتی شریف بود که به‌دلیل مواضعش، در سال ۱۳۹۲ از دانشگاه و تدریس برای همیشه کنار گذاشته شد.
حسین زمان در دوران اصلاحات با جبههٔ مشارکت ایران اسلامی رابطهٔ نزدیکی داشت و در برنامه‌ها و همایش‌های این حزبِ اصلاح‌طلب حضور داشت که از جمله آن می‌توان به اجرا و قرائت دعای کمیل در مراسم دعا برای سلامتی و نیز ابراز همدردی و همبستگی با سعید حجاریان (عضو شورای مرکزی جبههٔ مشارکت) در محوطهٔ بیمارستان سینا و خیابان‌های اطراف آن در شامگاه روز ترور حجاریان اشاره کرد.

#### ممنوعیت از فعالیت هنری
حسین زمان در سال ۱۳۸۱ در اعتراض به سرکوب و فشار بر روشنفکران و هنرمندان توسط صدا و سیما خواستار عدم پخش آثارش از این رسانه شد. پس از این اتفاق، دستور ممنوعیت فعالیت او صادر و نه‌تنها از حق برگزاری کنسرت محروم شد که پخش صدا و تصویر او از صداوسیما را هم علی لاریجانی، رئیس وقت سازمان صدا و سیما طی یک دستور مکتوب به همهٔ شبکه‌های رادیویی و تلویزیونی ممنوع کرد. حسین زمان پس از انتخابات ریاست جمهوری سال ۱۳۸۸ نیز به دلیل همراهی با جنبش سبز و انتقاد از جمهوری اسلامی همچنان ممنوع‌الکاری او تداوم یافت. دستور ممنوعیت پخش آثار حسین زمان از صدا و سیما تا پایان زندگی او ادامه یافت و همچنان پابرجا است. او در سال ۱۳۹۳ ترانهٔ دخترکم کجاست را اجرا و آن را به روح ندا آقاسلطان، از کشته‌شدگان اعتراضات ۱۳۸۸ ایران تقدیم کرد. در دوران ریاست‌جمهوری حسن روحانی همچنان فشارها و محدودیت‌ها بر وی ادامه داشت. در این دوره به حراست وزارت ارشاد احضار و با حضور نمایندگان وزارت اطلاعات از وی بازجویی شد.

#### دریافت مجوز محدود
حسین زمان سرانجام پس از ۱۶ سال ممنوعیت، در مهر ۱۳۹۷ برای ۳ قطعه از دفتر موسیقی وزارت فرهنگ و ارشاد اسلامی مجوز دریافت کرد. در مرداد ۱۳۹۸ نیز به او اجازه دادند تا در برج میلاد تهران کنسرت بگذارد. او پس از ۱۷ سال دوری اجباری از صحنهٔ موسیقی رسمی ایران، روز پنجشنبه ۳ مرداد ۱۳۹۸ در ۲ نوبت، در مرکز همایش‌های برج میلاد تهران به اجرای برنامه پرداخت. در اجرای این کنسرت که با عنوان «به تو می‌رسم دوباره» برگزار شد، بیش از ۳۰ نوازنده به رهبری ارکستر صابر جعفری، حسین زمان را همراهی کردند.

#### اعتراضات مردم ایران
حسین زمان در جریان اعتراضات ۱۳۹۸ ایران و پس از آن در همراهی با مردم، نوشته‌های اعتراضی خود را به‌صورت علنی در صفحه‌های اجتماعی مانند اینستاگرام، توییتر، تلگرام و یوتیوب منتشر کرد.
او در شهریور ۱۴۰۱ در بخشی از گفتگوی خود با وب‌سایت دیده‌بان ایران گفت:
ممانعت از کنسرت‌ها و پخش نشدن ترانه‌ها از صدا و سیما به من لطمهٔ بزرگی زد ولی اصلاً پشیمان نیستم زیرا حاضر نبودم یک خواننده سفارشی و فرمایشی باشم و دوست نداشتم با مجموعه‌ای که مردم برایش هیچ اهمیتی ندارد همکاری نمایم… هنرمند نمی‌تواند به بهانه اینکه سیاست زدگی چیز بدی است دچار خود سانسوری شود و تن به عافیت‌طلبی و محافظه‌کاری بدهد. وظیفه یک هنرمند روشنگری و آگاهی بخشی است و البته نقد حاکمیت آنجا که مصلحت مردم در آن است، لازم است، ولو در این مسیر ضربه بخورد… هنرمندان عزیز باید به استقلال و آزادی عمل خود احترام بگذارند و حاضر به سفارشی و فرمایشی کار کردن نشوند.
حسین زمان در جریان خیزش ۱۴۰۱ ایران آخرین اثر خود که ترانه‌ای با عنوان خیابان است را در حمایت از مردم معترض ایران اجرا و منتشر کرد.
ابوذر زمان و زینب زمان فرزندان حسین زمان هستند. زینب زمان در فروردین ۱۴۰۲ توسط سازمان اطلاعات سپاه بازداشت و به مکانی نامعلوم منتقل شد. او پس از چند روز با قرار وثیقه آزاد شد.

## درگذشت
حسین زمان در ۲۱ اردیبهشت ۱۴۰۲ در اثر عوارض ناشی از بیماری سرطان کبد در ۶۳ سالگی درگذشت.
مراسم خاکسپاری او صبح جمعه ۲۲ اردیبهشت در قطعه هنرمندان بهشت زهرا برگزار شد و پیکر او در جوار هنرمندانی چون شهرام عبدلی، محمدرضا الوند و جلال مقامی به خاک سپرده شد. محمد نوری‌زاد، فعال سیاسی، حسین رونقی، فعال سیاسی و مهدی یراحی، آهنگساز و خواننده معترض، هادی خانیکی، محمدمهدی گورنگی، صابر جعفری، حمید خزایی، چنگیز حبیبیان، مهوش وقاری، مانی رهنما، امیر بکان، محسن میردامادی، حمیدرضا نوربخش، باربد بابایی از جمله افرادی بودند که در مراسم خاکسپاری حسین زمان شرکت کردند. دخترش، زینب زمان، بدون حجاب اجباری در این مراسم شرکت کرد.

## ترانه‌شناسی

### آلبوم‌ها
- شب دلتنگی، به اهتمام فریدون شهبازیان (۱۳۷۶)[۲۱]
- فصل آشنایی (وصل هجران، آیین همدردی)، مشترک با قاسم افشار، خشایار اعتمادی و علیرضا عصار، (۱۳۷۷)[۲۲]
- گلایه، (مشترک با قاسم افشار، امیر کریمی و محمدرضا عیوضی) ۱۳۷۸[۲۳]
- قصهٔ شب، با آهنگسازی محمدرضا چراغعلی (۱۳۷۸)[۲۴]
- شاپرک، با آهنگسازی محمدرضا چراغعلی و تنظیم امیر سرگزی (۱۳۷۹)[۲۵]
- مشق عشق، با آهنگسازی محمدرضا چراغعلی (۱۳۸۰)[۲۱]
- قصهٔ نگفته، با آهنگسازی محمدمهدی گورنگی و محمدرضا چراغعلی (۱۳۸۵)[۲۶]
- قرار عاشقی، با آهنگسازی محمدرضا چراغعلی، امید قدیانی، بهروز صفاریان (۱۳۸۸)[۲۷]

### تک آهنگ‌ها
- «فراق»، با شعر رضا اسماعیلی و آهنگسازی فریدون شهبازیان (۱۳۷۴)[۲۸]
- «آیین همدردی»، با شعر محمدعلی معلم دامغانی و آهنگسازی فریدون شهبازیان (۱۳۷۵)[۲۹]
- «غم پنهان»، با شعر سلمان هراتی و آهنگسازی امیر بکان[۳۰]
- «از تو خوندن»، با شعر افشین سرفراز و آهنگسازی محمدرضا چراغعلی (۱۳۸۰)[۳۱]
- «سوز عشق»، با شعر علیرضا قزوه و آهنگسازی محمدرضا چراغعلی[۳۲]
- «خورشیدخونه»[۳۳]
- «روزهای کودکی»، با شعر افشین سرفراز، آهنگسازی تورج شعبان‌خانی و بهرام دهقانیار[۳۴]
- «دخترکم کجاست» (تقدیم به روح ندا آقاسلطان)، با شعر بابک صحرایی، آهنگسازی امین قباد و تنظیم میلاد اکبری (۱۳۹۳)[۱۱]
- «حصر آغوش»، با شعر داوود رحمت‌اللهی، آهنگسازی «آر. ف» و تنظیم میثم احمدی‌فر (۱۳۹۴)[۳۵]
- «تو نباشی»، با شعر بابک صحرایی و آهنگسازی بابک زرین (۱۳۹۶)[۳۶]
- «فکر تو»، با شعر بابک صحرایی، آهنگسازی امین قباد و تنظیم میلاد اکبری[۳۷]
- «به تو می‌رسم دوباره»، با شعر بابک صحرایی، آهنگسازی حامد حنیفی و تنظیم میلاد اکبری[۳۸]
- «کی دنیاتو خط‌خطی کرد»، با شعر عبدالجبار کاکایی و آهنگسازی امیر قدیانی[۳۹]
- «زندونی»، با شعر داوود رحمت‌اللهی و آهنگسازی علیرضا افکاری[۴۰]
- «برادر جان»، با شعر علی‌اکبر یاغی‌تبار و آهنگسازی محمدرضا چراغعلی (۱۳۹۹)[۴۱]
- «خبری نیست»، با شعر سید محمد کاظمی و آهنگسازی انوشیروان تقوی (۱۴۰۰)[۴۲]
- «خیابان»، با شعر بابک صحرایی و آهنگسازی «شانتیا» (۱۴۰۱)[۴۳][۴۴]
- «گریه های بعد تو»، با شعر داوود رحمت الههی، آهنگسازی رادین فخار و تنظیم میلاد دانیال شهرتی[۴۵]